# Казанов, Милко
Ми́лко Гео́ргиев Каза́нов (11 февраля 1970, Русе) — болгарский гребец-байдарочник, выступал за сборную Болгарии в начале 1990-х — середине 2000-х годов. Бронзовый призёр летних Олимпийских игр в Атланте, обладатель бронзовой медали чемпионата мира, серебряный и бронзовый призёр чемпионатов Европы, многократный победитель и призёр первенств национального значения.

## Биография
Милко Казанов родился 11 февраля 1970 года в городе Русе. Активно заниматься греблей начал в раннем детстве, проходил подготовку в местном спортивном клубе «Локомотив 94».
Первого серьёзного успеха на взрослом международном уровне добился в 1992 году, когда попал в основной состав болгарской национальной сборной и благодаря череде удачных выступлений удостоился права защищать честь страны на летних Олимпийских играх в Барселоне — стартовал здесь в двойках на дистанции 500 метров и четвёрках на дистанции 1000 метров, в первом случае не дошёл даже до стадии полуфиналов, тогда как во втором случае показал в решающем заезде восьмой результат. Через четыре года выступил на Олимпиаде в Атланте — в двойках с Андрианом Душевым занял восьмое место на пятистах метрах и завоевал бронзовую медаль на тысяче метрах, проиграв в решающем заезде командам из Италии и Германии.
Став бронзовым олимпийским призёром, Казанов остался в основном составе гребной команды Болгарии и продолжил принимать участие в крупнейших международных регатах. Так, в 1997 году он выступил на чемпионате Европы в Пловдиве, где стал бронзовым призёром в километровой гонке байдарок-двоек. Два года спустя на европейском первенстве в хорватском Загребе дважды поднимался на пьедестал почёта, получил серебро в полукилометровой и километровой программах четвёрок. Ещё через год на аналогичных соревнованиях в польской Познани добавил в послужной список бронзовую медаль километровой программы четырёхместных байдарок. Будучи одним из лидеров своей национальной сборной, благополучно прошёл квалификацию на Олимпийские игры 2000 года в Сиднее — в итоге финишировал восьмым в двойках на пятистах метрах и пятым в четвёрках на тысяче метрах.
В 2002 году Милко Казанов побывал на чемпионате мира в испанской Севилье, откуда привёз награду бронзового достоинства, выигранную в зачёте четырёхместных байдарок на дистанции 1000 метров — лучшими в финале оказались команды из Словакии и Германии. Кроме того, в той же дисциплине получил бронзу на европейском первенстве в венгерском Сегеде. В 2004 году отправился представлять страну на Олимпийских играх в Афинах, в финальной километровой гонке четвёрок пришёл к финишу четвёртым, немного не дотянув до призовых позиций. По окончании этой Олимпиады принял решение завершить карьеру профессионального спортсмена, уступив место в сборной молодым болгарским гребцам.
Его дочь Любомира — гимнастка (художественная гимнастика), бронзовая призёрка Олимпиады в Рио-де-Жанейро в групповом многоборье.